# Lubok

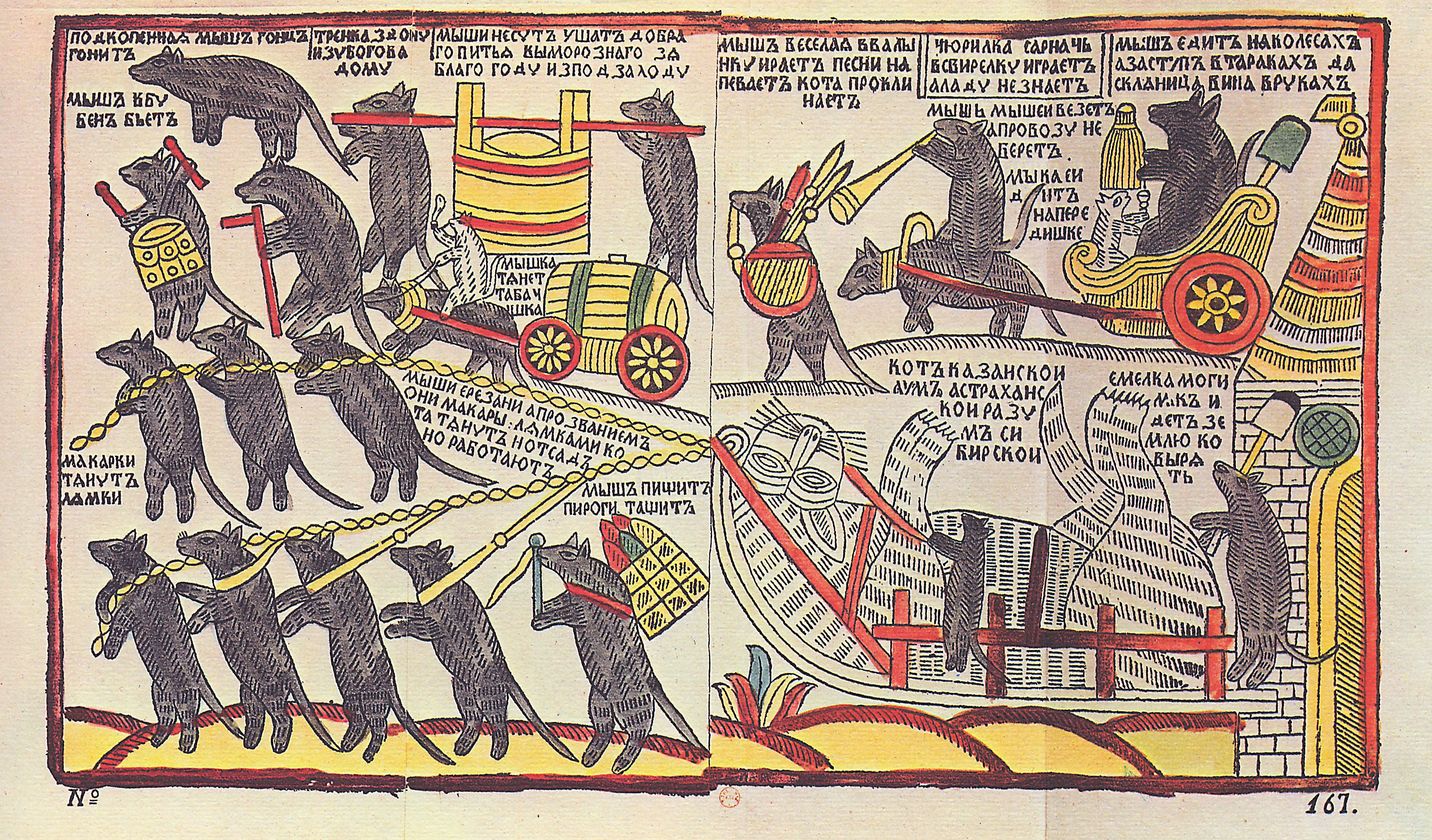
"Los ratones entierran el gato", es un lubok de 1760. En el subtítulo sobre el gato se lee: "El Gato de Kazán, la Mente de Astracán, la Sabiduría de Siberia" (una parodia del tírulo de los zares rusos). Comúnmente se ha pensado que esta lámina es una caricatura del entierro de Pedro el Grande hecha por sus oponentes. Recientemente, una serie de investigadores afirman que se trata de una simple representación carnavalesca de inversión de valores, "poniendo el mundo patas arriba".

Un lubok (plural lubki, Cirílico: ruso лубок, лубочная картинка) en un tipo de arte popular ruso, caracterizado por la utilización de gráficos simples y narrativas derivadas de la literatura, historias religiosas y cuentos populares rusos. Las pinturas lubok eran usadas como decoración exterior e interior de las casas. Los ejemplares tempranos de finales del XVII y principios del XVIII consistían en xilografías, posteriormente se hicieron típicas las calcografías o los aguafuertes, y desde mediados del siglo XIX las litografías. En ocasiones aparecían en series, hecho por el cual se les podría considerar como predecesores de los modernos cómics o historietas. Este tipo de producción artística dio lugar a un tipo de impresos, librillos y folletos una literatura lubok (del ruso: лубочная литература), consistente en libros pequeños y sencillos formados principalmente por dibujos, similares a los chapbooks. Tanto los dibujos como la literatura son denominados simplemente como lubki. Lo más probable es que el término “lubok” provenga de la palabra rusa "lub", la parte exterior sólida de la madera de tilo que se usaba como base de las tablas sobre las que se estampaban las imágenes en las imprentas en el siglo XVII; por eso “lubok”, además de designar el estilo, se refiere a la pieza, a la imagen gráfica estampada que puede ser en blanco y negro o en color.

## Trasfondo
Los lubkí rusos se hicieron populares durante la segunda mitad del siglo XVII. El lubok ruso fue influido principalmente por los grabados en madera y calcografías hechas en Alemania, Italia y Francia a comienzos del siglo XV. Su popularidad en Rusia fue resultado de lo fácil y económico que era duplicar una impresión con esta nueva técnica. Los "lubok" se vendían típicamente en mercados sobre todo a las clases medias y bajas. Este tipo de arte era muy popular dentro de estas dos clases sociales debido a que el "lubok" suponía una oportunidad económica para mostrar obras de arte en sus casas.

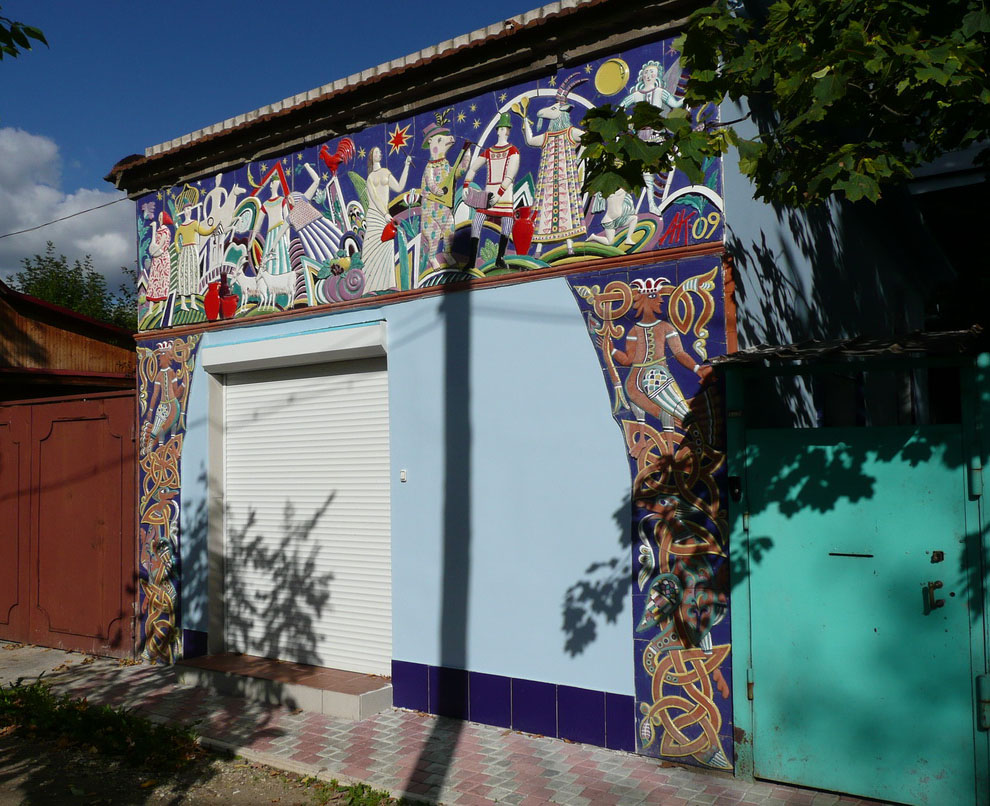
Un cobertizo rural moderno decorado con un lubok

Los lubóks originales eran grabados en madera. Para la mitad del siglo XVIII, los grabados en madera fueron reemplazados mayoritariamente por calcografías o aguafuertes, técnicas que permitieron impresiones más detalladas y complejas. Después de ser impresas en papel, los dibujos eran coloreados a mano con témperas.7  Mientras que las impresiones eran típicamente simples y sin adornos, el   producto final, añadidas las témperas, era sorprendentemente brillante con colores intensos. El coloreado espectacular de los primeros grabados  en madera fue hasta cierto punto perdido con el paso a calcografías más  detalladas.
Sumado a las imágenes, estas impresiones populares podían incluir también una lección o historieta corta relaionada con la imagen representada. El erudito ruso Alexander Boguslavsky  asegura que el estilo del lubok "es una combinación de los iconos rusos  y la tradición de ilustrar manuscritos con las ideas y temáticas de los grabados en madera de Europa occidental". Habitualmente, los dibujantes de lubóks, incluían pequeños textos suplementarios a las ilustraciones más grandes que cubrían la mayoría del grabado.

## Géneros
El folclorista ruso Dmitry Rovinsky es conocido por su trabajo categorizando lubok. Su sistema de clasificación es muy detallado y extensivo, siendo sus principales categorías las siguientes: "ilustraciones de iconos y los evangelios; virtudes y maldades de las mujeres; enseñanza, alfabeto, números; calendarios y almanaques; lectura ligera; novelas, cuentos folclóricos, leyendas de héroes; historias de la Pasión de Cristo, el Juicio Final, sufrimientos de los mártires; entretenimientos populares, incluyendo la fiesta de la Maslenitsa (equivalente ortodoxo del carnaval cristiano), comedias de marionetas, borracheras, música, baile y funciones teatrales; chistes y sátiras relacionadas con Iván el Terrible y Pedro I de Rusia; sátiras provenientes de fuentes extranjeras; oraciones populares; y cuartillas informativas gubernamentales ilustradas, incluyendo proclamas y noticias". También existen ejemplos de lubok judíos, principalmente de Ucrania. Muchos luboks pueden ser clasificados dentro de muchas categorías.

Lubok rusos
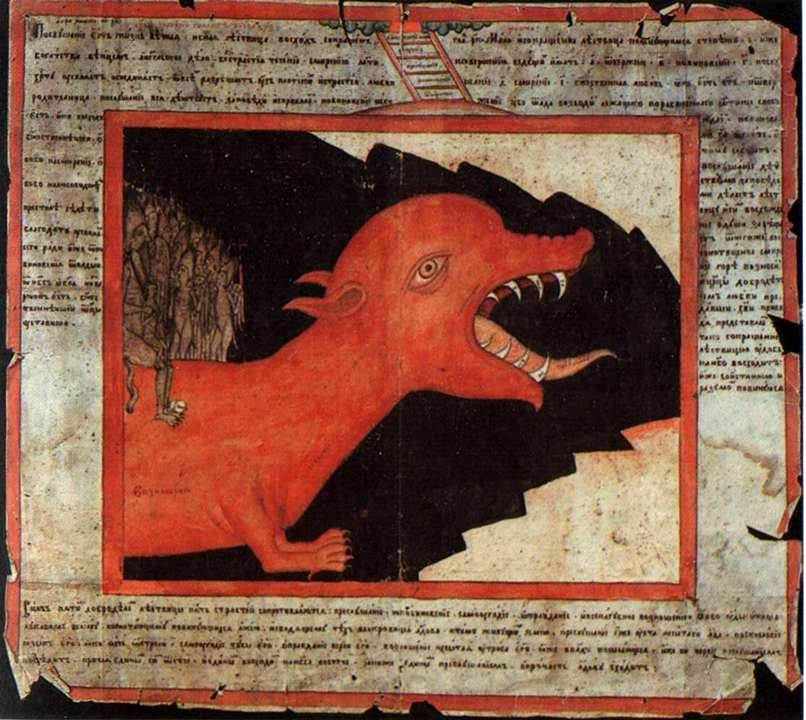
"Un monstruo del infierno". Lubok del siglo XVII coloreado a mano.
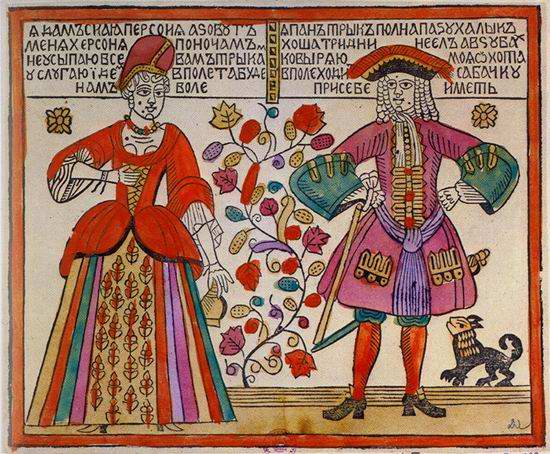
"Un joker y su mujer". Lubok del siglo XVIII, adaptación de un grabado alemán.
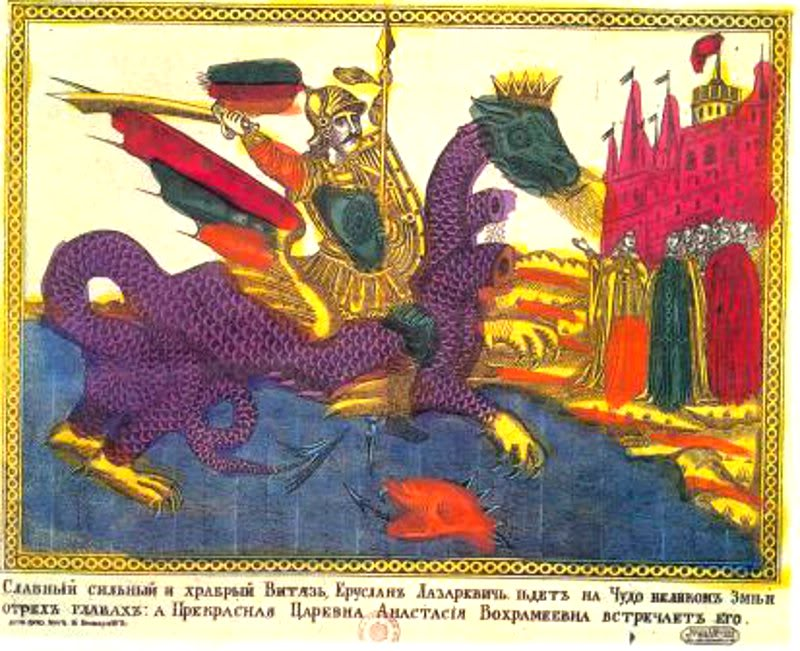
"El valiente caballero Yeruslan rescatando a la princesa Anastasia". Siglo XVIII.
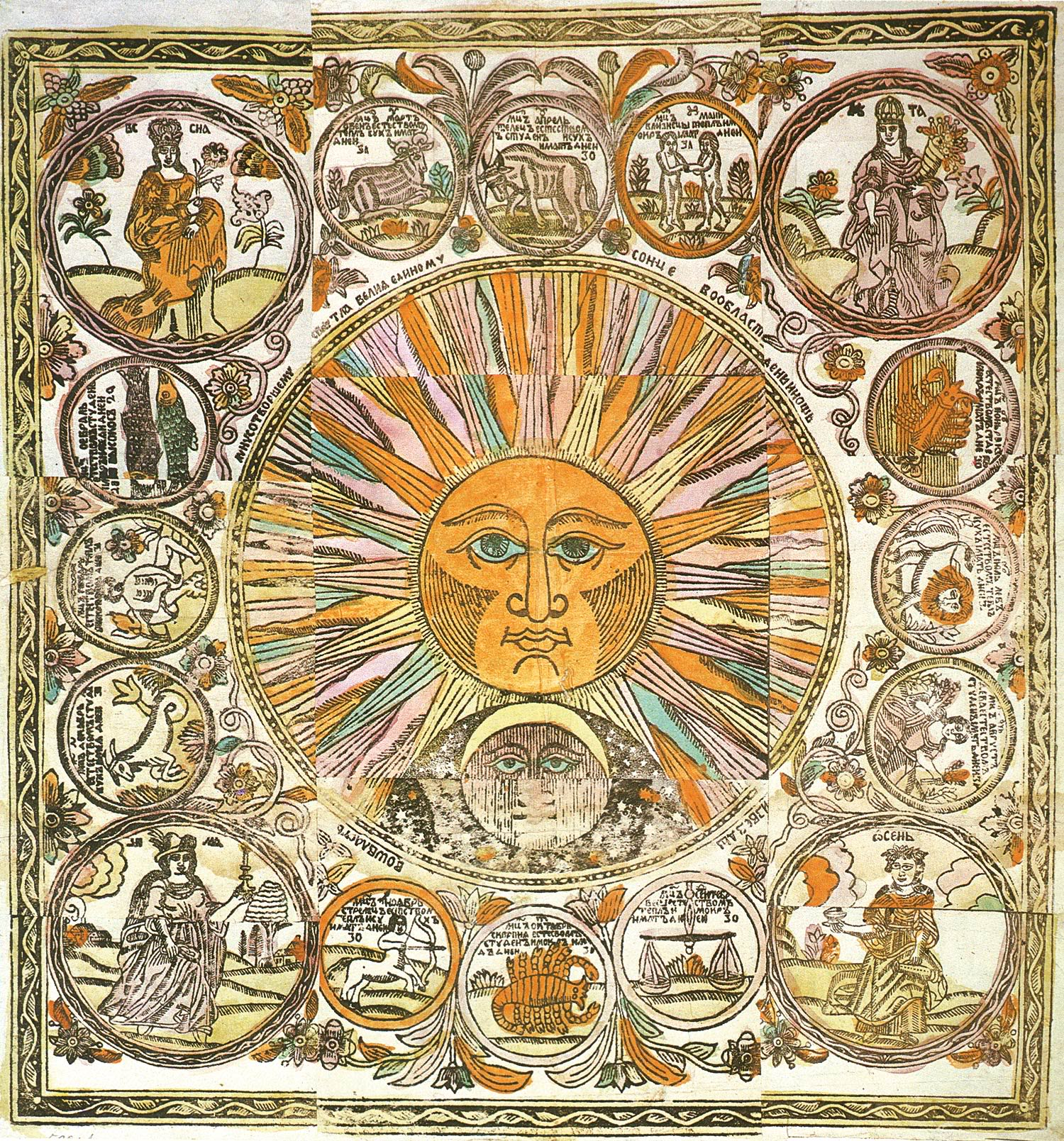
Una representación del zodiaco, final del siglo XVII - principio del siglo XVIII.
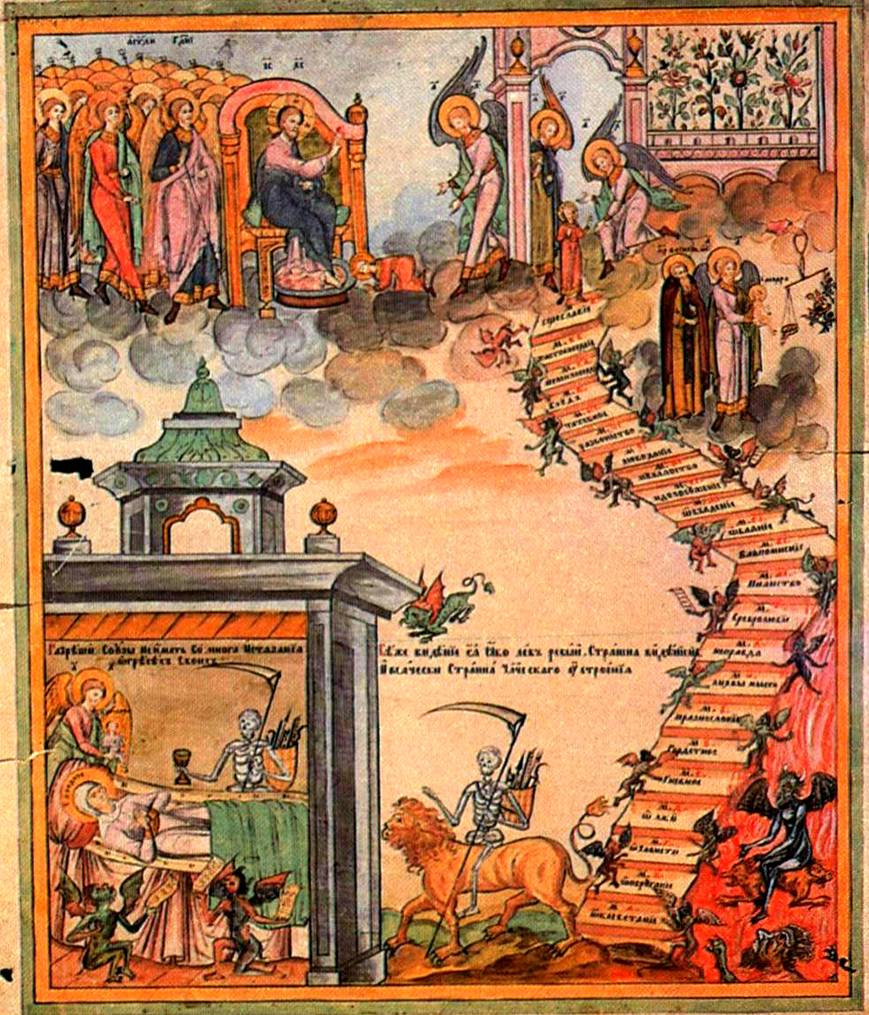
La muerte de Santa Teodora y las visiones de pruebas espirituales, siglo XIX.
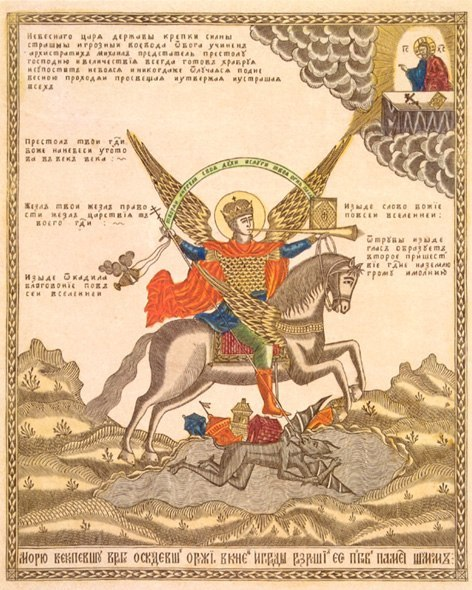
Santo Arcángel Miguel, un gobernador con la fuerza formidable, 1820-1830.
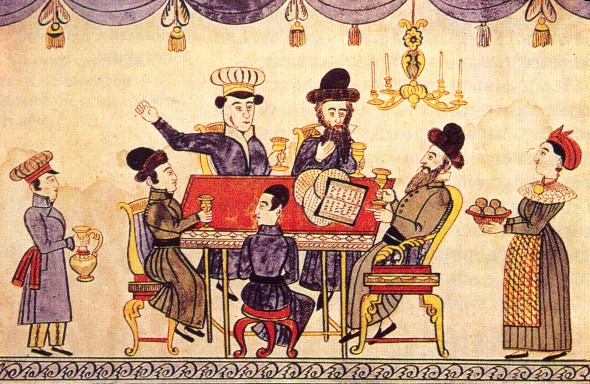
Familia judía celebrando Pésaj, con la Hagadá abierta sobre la mesa. Arte asquenazí, Zona de Asentamiento, 1850.
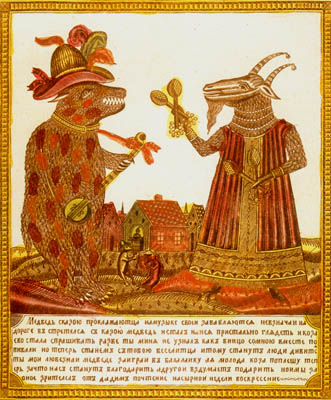
"La cabra and the Bear", fines del siglo XIX.

## Lubok de guerra

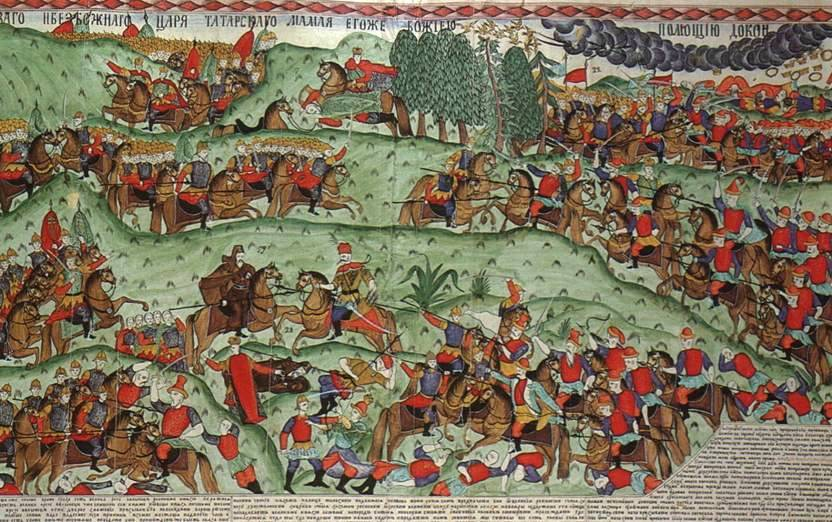
"La Batalla de Kulikovo". Un lubok de gran tamaño coloreado a mano por I.G. Blinov

En tiempos de guerra, la versión satírica del lubok tuvo una gran importancia en el lubok. Durante la invasión napoleónica de Rusia, el lubok se utiliza para representar a Napoleón de una manera satírica, mientras que se retrata a los campesinos rusos como héroes de guerra. Este tipo de luboks inspiraron a otros rusos para ayudar a combatir en la guerra, tratando de "redefinir la identidad nacional rusa en la era napoleónica" (Norris 2). Los luboks representan para los rusos una forma de burlarse del enemigo francés, mientras que al mismo tiempo muestran la rusiandad de su país. “Estos luboks de guerra satirizan a Napoleón y representan la cultura de Francia como degenerada” (Norris 4). El lubok era un medio para reforzar la idea de derrotar a los invasores franceses y representar la horrible destrucción de Napoleón y su armada causada por Rusia. Para ayudar a reavivar el espíritu ruso, los luboks mostraban cómo “la experiencia de la invasión y el posterior invierno ruso, dejaron a Napoleón y sus tropas impotentes, ilustrando este punto de vista describiendo al líder francés y sus soldados como impotentes al luchar contra campesinos, mujeres y {[cosacos]]” (Norris 9). Las diferentes representaciones de los héroes rusos ayudaron a definir y expandir la creencia en una identidad rusa.

## Guerra ruso-japonesa
La guerra ruso-japonesa de 1904-1905 comenzó el 8 de febrero de 1904 en Port Arthur con un ataque sorpresa por parte de la Armada japonesa. "En aquella época, Rusia era una potencia europea consolidada con una importante base industrial y un ejército regular de 1.1 millones de soldados. Japón, con pocos recursos naturales y una industria pesada de pequeño tamaño, tenía una armada de tan solo 200.000 hombres”. Debido a las abultadas diferencias en el plano militar, Rusia asumió la presunción de tener la sartén por el mango desde antes de que la guerra comenzara. Debido a que la producción de revistas satíricas no estaba permitida, numerosos luboks fueron creados describiendo el exceso de confianza del ejército ruso.
Usando viñetas e historietas satíricas, los luboks mostraban imágenes como, “un soldado cosaco dando una paliza a un oficial japonés y, un marinero ruso dando un puñetazo en la cara a un marinero japonés”. Estos luboks, producidos en Moscú y San Petersburgo, fueron creados de forma anónima, recogiendo mucho de la guerra ruso-japonesa.
Quizás, debido al exceso de confianza ruso, “durante la batalla, los generales japoneses eran capaces de entender a su oponente y predecir como reacionaría bajo determinadas circunstancias. Ese conocimiento permitió a los japoneses derrotar a un enemigo superior numéricamente”. De esta forma, el gobierno ruso decidió finalmente intervenir con sus leyes de censura y parar la creación de más lubboks satíricos. Un total de 300 luboks fueron creados entre 1904 y 1905.

## Herencia pagana
Uno de los
temas representados en los lubóks es el paganismo y otros elementos
religiosos. Algunos de los grabados hacen referencia a la hechicería,
conectando con la cosmología pagana. Ciertos lubóks muestran el Infierno
a través de las escenas del Juicio Final. Otros lubóks representan el
submundo. Lobos, caballos, renos y otros animales son retratados como
ayudantes de los hechiceros.
Otro elemento mostrado comúnmente en los lubóks es un retrato de Baba Yagá
luchando contra un guardián del submundo con rasgos reptilianos. Baba
Yagá viste una indumentaria distintiva con bordados elaborados y su
naturaleza es representada en el folclore de forma diversa, siendo en
ciertas ocasiones buena y en otras mala.